# Henry Esson Young
Pour les articles homonymes, voir Henry Young.
Henry Esson Young  (24 février 1862-24 octobre 1939) est un homme politique canadien de la Colombie-Britannique. Il est député provincial conservateur de la circonscription britanno-colombienne de Atlin de 1903 à 1916.

## Biographie
Né à English River dans le Canada-Est (possiblement région de la Rivière des Anglais au Québec),, Hesson étudie à l'Université Queen's, à l'Université McGill, à l'Université de Toronto et à l'Université de Pennsylvanie. Il poursuit ensuite des études supérieures en Angleterre. S'établissant à Atlin, il y pratique la médecine de 1901 à 1903.
Élu député, il occupe les fonctions de ministre de l'Éducation et de Secrétaire provincial. Il contribue entre autres à la création de l'Université de la Colombie-Britannique en 1908.
Dès 1915, il siège au conseil provincial pour la Santé jusqu'à son décès à Victoria en 1939 à l'âge de 77 ans.
Le Riverview Hospital (en) de Coquitlam est également connu sous le nom d'Essondale Hospital afin de commémorer son rôle dans sa création.